# 病理解剖
病理解剖（びょうりかいぼう）とは、病気で亡くなったヒトを対象にして、臨床診断の妥当性、治療の効果の判定、直接死因の解明、続発性の合併症や偶発病変の発見などを目的に系統的な解剖を行うこと。
- 病理診断科を標榜した一部の医療施設では病理外来が設けられ、病理医等から病理解剖診断の説明が行われている。病理解剖は医療検証機能、臨床研修・教育等に重要である。医療機関機能の評価に際しても病理解剖実施率は重視される。

## 概要
病理解剖（類義語：剖検）は医療行為の一端である。日本の法制による病理解剖は臨床医の依頼に基づき、死亡した患者の家族の承諾を得たうえで行われる。関連法規は死体解剖保存法である。

## 臨床病理検討会、CPC
病理解剖で得られた検査所見は、病理医により「剖検診断書」または「病理解剖学的診断書」にまとめられ、臨床医にその結果が報告される。臨床医、病理医、その他の医療者が一堂に会して臨床経過、検査データ、剖検結果などを検討する会議を臨床病理検討会（英語：clinico-pathological conference、略称CPC）と呼ぶ。CPCでの議論や反省を通じて疾患の理解を深め、適切な診断法や治療法の参考にすることが病理解剖の結果を活かす究極の目的である。

## 現状
日本では大学病院、国公立病院、医療法人などで年間20000件前後の病理解剖が実施されている。日本内科学会等の各種学会の教育認定施設の要件に、施設での年間病理解剖実績数が必要となっている場合もある。
結果は1年毎に日本病理学会により日本病理剖検輯報（ぼうけんしゅうほう）に全例が収載され刊行されている。「剖検輯報」のような全国規模の病理解剖のデータベースの作成は世界的にも類のない成果であり、多くの研究者により疾患研究や疫学的統計資料として参照されている。

## 医行為としての病理解剖
病理診断は医師しか行うことができない医行為であるが、病理解剖が医行為であるかどうか明確な判断は示されていなかった。平成27年3月31日の参議院文教科学委員会における秋野公造参議院議員の質疑に対して、厚生労働省は死亡診断とそれに付随する死亡診断書および死体検案書の交付が医行為であることに触れて、解剖を行ってから死亡診断書を交付するまでの間に解剖の結果を死亡診断書等にどのように反映するか等、医行為が行われ得ることを明確にした。
- 肉眼診断、細胞診断
- 病理組織学
- 免疫組織化学、電子顕微鏡[2]
- コスメティック剖検 - 剖検での傷を最小限で目立たないようにする剖検[3]。